# Cotu Chitai, Ismail
Cotu Chitai (în ucraineană Острівне, transliterat: Ostrivne, în bulgară Бабата, transliterat: Babata) este un sat în comuna Șichirlichitai din raionul Ismail, regiunea Odesa, Ucraina.

## Demografie
Componența lingvistică a comunei Ostrivne
     Bulgară (90,35%)
     Ucraineană (3,52%)
     Rusă (3,22%)
     Română (1,38%)
     Alte limbi (0,46%)
Conform recensământului din 2001, majoritatea populației comunei Cotu Chitai era vorbitoare de bulgară (90,35%), existând în minoritate și vorbitori de ucraineană (3,52%), rusă (3,22%) și română (1,38%).